# Violence contre les personnes prostituées

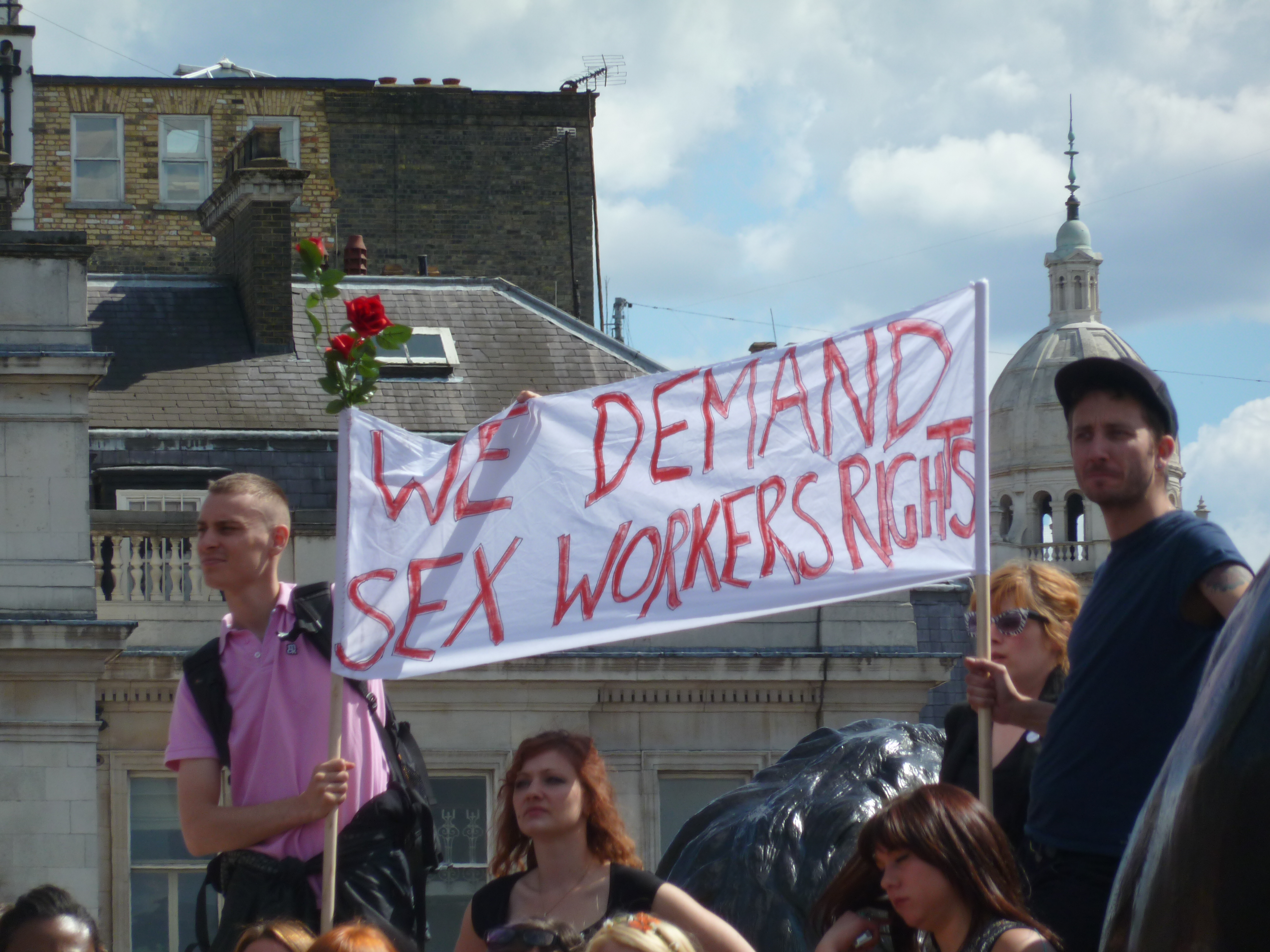
Manifestants pour les droits des travailleurs du sexe lors de la SlutWalk de Londres en 2011.

La violence contre les personnes prostituées est un phénomène mondial qui atteint les victimes tant physiquement que psychiquement. Cette violence touche très majoritairement les femmes prostituées et, dans les cas extrêmes, se concrétise par l'assassinat de la victime, sur son lieu habituel d'exercice ou ailleurs.

## Prévalence
Les femmes qui exercent dans le domaine de la prostitution subissent davantage de violences que les femmes qui exercent dans d'autres milieux. D'après une étude de long terme publiée en 2004, chez les travailleuses du sexe qui exerçaient à Colorado Springs entre 1967 et 1999, le taux d'homicides s'élève à 204 pour 100 000 personnes par an. Parmi les 1 969 femmes interrogées lors de cette enquête, l'écrasante majorité exerçaient la prostitution de rue ; seules 126 autres étaient rattachées à des salons de massage, et la plupart de ces dernières travaillait aussi dans la rue. Le taux d'homicides chez les prostituées dépasse de loin celui des autres professions considérées comme dangereuses aux États-Unis dans les années 1980 (4 sur 100 000 chez les vendeuses de spiritueux et 29 sur 100 000 chez les conducteurs de taxi). Même si les prostituées de Colorado Springs semblent refléter assez fidèlement la condition de l'ensemble des prostituées américaines en termes de prévalence et de nombre de partenaires sexuels, et même si les interrogées ont vécu (et sont décédées) dans de nombreuses régions du pays, il est possible que des prostituées situées dans d'autres localités présentent des profils et des taux différents de mortalité différents. Une enquête sur les prostituées de Vancouver (en Colombie-Britannique) qui avaient au moins quatorze ans et utilisaient des substances illicites (en excluant la marijuana) a montré que 57 % des prostituées ont subi des violences sexuelles et sexistes sur une période de 18 mois. Une autre enquête sur 1 000 travailleuses du sexe (cis et trans) à Phnom Penh établit que 93 % des répondantes ont subi un viol au cours de l'année précédente.

## Formes de violences

### Violences physiques
D'après l'Organisation mondiale de la santé, la violence est « la menace ou l’utilisation intentionnelle de la force physique ou du pouvoir contre soi-même, contre autrui ou contre un groupe ou une communauté qui entraîne ou risque fortement d'entraîner un traumatisme, un décès, des dommages psychologiques, un maldéveloppement ou des privations ». La violence physique frappe plus souvent les prostitués qui travaillent en extérieur : 47 % d'entre eux signalent des coups de pied, des coups de poing ou des gifles. Dans une enquête menée auprès de prostitués à San Francisco, 82 % des répondants déclarent avoir subi une forme de violence physique depuis leur entrée dans le métier ; 55 % de ces agressions sont commises par un client. Une autre enquête relève des taux légèrement moindres : 74 % des travailleurs du sexe ont déclaré une agression physique sur l'ensemble de leur vie. Dans la majorité des enquêtes sur la violence contre les personnes prostituées, le consensus général veut que les violences physiques sont extrêmement répandues et ciblent surtout les travailleuses du sexe (y compris trans) qui subissent davantage de violences que leurs homologues masculins.

### Violences psychologiques
La violence psychologique, aussi appelée violence mentale ou violence émotionnelle, consiste à infliger à une personne — ou exposer un tiers à — des comportements susceptibles de créer des traumatismes psychiques, y compris l'anxiété, la dépression chronique ou des troubles de stress post-traumatique,,. D'après l'OMS, la violence psychologique ou émotionnelle « comprend, mais ne se limite pas au fait d’être insulté (c.-à-d. qualifié d’épithètes blessantes), mis mal à l’aise, humilié ou rabaissé devant d’autres personnes ; d’être menacé de la perte de la garde d’un enfant ; d’être confiné et isolé de sa famille et de ses amis ; d’être menacé de préjudices ou de torts à une personne chère ; d’être soumis à des cris répétés, des gestes ou à des mots intimidants qui suscitent la peur ; de subir des comportements de contrôle (en) et de voir ses biens détruits ». Les travailleurs du sexe présentent un risque plus élevé de subir certaines violences psychologiques, comme le refus d'accéder à leurs besoins essentiels, la consommation forcée de drogues ou d'alcool, les arrestations pour détention de préservatifs, etc. Les femmes qui exercent dans le milieu de la prostitution sont particulièrement vulnérables face aux violences psychologiques, notamment les violences verbales, car de nombreux clients et d'autres membres de la société les traitent de « putains » ou les considère comme des femmes socialement indésirables en général. Les agressions verbales surviennent pendant la prestation, ou après si le client n'en est pas satisfait. Dans les deux cas, la violence verbale du client peut constituer le prélude à son exécution d'une agression sexuelle. D'après une enquête, 78 % des travailleurs du sexe déclarent avoir subi la violence psychologique ou émotionnelle au cours de leur vie.

### Violences sexuelles
Une violence sexuelle est, selon l'OMS, « tout acte sexuel, tentative pour obtenir un acte sexuel, commentaire ou avances de nature sexuelle, ou actes visant à un trafic ou autrement dirigés contre la sexualité d’une personne en utilisant la coercition, commis par une personne indépendamment de sa relation avec la victime, dans tout contexte, y compris, mais sans s’y limiter, le foyer et le travail »,,. Dans l'ensemble, les risques d'agression sexuelle sont moins élevés que ceux d'agression physique, sauf pour les prostitués qui exercent en intérieur et déclarent subir davantage de viols, ou de tentatives de viol, que d'autres formes de violences physiques. Lors d'une enquête, 44 % des travailleurs du sexe déclarent avoir subi une agression sexuelle au cours de leur vie. La fréquence des agressions sexuelles et des viols est plus élevée chez les femmes (y compris trans) que chez les hommes, même si la fréquence de ces agressions reste élevée : une enquête montre que 68 % des répondants ont subi un viol depuis leur arrivée dans le milieu de la prostitution. La fréquence élevée des violences sexuelles subies par les travailleurs du sexe produisent des traumatismes graves chez les hommes et les femmes qui en sont victimes. La fréquence élevée des viols et d'autres violences sexuelles dans la prostitution sont corrélés à un taux élevé de troubles de stress post-traumatique.

### Documentation
- John J. Potterat, Devon D. Brewer, Stephen Q. Muth, Richard B. Rothenberg, Donald E. Woodhouse, John B. Muth, Heather K. Stites et Stuart Brody, « Mortality in a Long-term Open Cohort of Prostitute Women », American Journal of Epidemiology, vol. 159, no 8,‎ 2004, p. 778–85 (PMID 15051587, DOI 10.1093/aje/kwh110 )
- Ronald Weitzer, « New directions in research on prostitution », Crime, Law and Social Change, vol. 43, nos 4–5,‎ 2005, p. 211–35 (DOI 10.1007/s10611-005-1735-6, S2CID 145443565, CiteSeerx 10.1.1.545.4191)
- Ronald Weitzer, « Moral crusade against prostitution », Society, vol. 43, no 3,‎ 2006, p. 33–8 (DOI 10.1007/BF02687593, S2CID 144600803)
- Dawn N. Castillo et E Lynn Jenkins, « Industries and Occupations at High Risk for Work-Related Homicide », Journal of Occupational and Environmental Medicine, vol. 36, no 2,‎ 1994, p. 125–32 (PMID 8176509, DOI 10.1097/00043764-199402000-00006)
- William C.W. Wong, Eleanor Holroyd et Amie Bingham, « Stigma and sex work from the perspective of female sex workers in Hong Kong », Sociology of Health & Illness, vol. 33, no 1,‎ 2011, p. 50–63 (PMID 21226729, DOI 10.1111/j.1467-9566.2010.01276.x )